# USS Montpelier (SSN-765)
Pour les autres navires du même nom, voir USS Montpelier.
Le USS Montpelier (SSN-765) est un sous-marin nucléaire d'attaque américain de classe Los Angeles nommé d'après Montpelier dans le Vermont.

## Histoire du service
Construit au chantier naval Northrop Grumman de Newport News, il a été commissionné le 13 mars 1993 et est toujours actuellement en service dans l’United States Navy.
Il a notamment participé à l'opération liberté irakienne en 2003 durant laquelle il tira des missiles BGM-109 Tomahawk contre des cibles irakiennes.
Le samedi 13 octobre 2012 vers 15 h 30 heure locale, l'USS Montpelier est entré en collision avec le croiseur lance-missile de classe Ticonderoga USS San Jacinto (CG-56) au cours de manœuvres au large de la côte atlantique américaine. La légèreté des dégâts subis ont permis aux deux bâtiments de poursuivre leurs routes par leurs propres moyens.
Le 15 février 2013 les chantiers Huntington Ingalls Inc. ont reçu un contrat de 32 millions de dollars pour effectuer les réparations à la suite de la collision.